# Tir als Jocs Olímpics d'estiu de 1948
Als Jocs Olímpics d'Estiu de 1948 celebrats a la ciutat de Londres (Regne Unit) es disputaren quatre proves de tir olímpic, totes elles en categoria masculina. Les proves es realitzaren entre els dies 2 i 6 d'agost de 1948.

## Resum de medalles
| Prova                                     | Or                | Argent                | Bronze         |
| Pistola ràpida 25 metres Detalls          | Károly Takács     | Carlos Díaz           | Sven Lundquist |
| Pistola lliure 50 metres Detalls          | Edwin Vásquez     | Rudolf Schnyder       | Torsten Ullman |
| Rifle en posició estesa 50 metres Detalls | Arthur Edwin Cook | Walter Tomsen         | Jonas Jonsson  |
| Pistola lliure 3 posicions Detalls        | Emil Gruenig      | Pauli Aapeli Janhonen | Willy Røgeberg |

## Medaller
| Posició | País         | Or | Argent | Bronze | Total |
| 1       | Estats Units | 1  | 1      | 0      | 2     |
| 1       | Suïssa       | 1  | 1      | 0      | 2     |
| 3       | Hongria      | 1  | 0      | 0      | 1     |
| 3       | Perú         | 1  | 0      | 0      | 1     |
| 5       | Argentina    | 0  | 1      | 0      | 1     |
| 5       | Finlàndia    | 0  | 1      | 0      | 1     |
| 7       | Suècia       | 0  | 0      | 3      | 3     |
| 8       | Noruega      | 0  | 0      | 1      | 1     |